# Orobainosoma faucium
Orobainosoma faucium är en mångfotingart som beskrevs av Karl Wilhelm Verhoeff 1931. Orobainosoma faucium ingår i släktet Orobainosoma och familjen Haaseidae. Inga underarter finns listade i Catalogue of Life.